# Love Gun
Love Gun je šesté řadové album americké hard rockové skupiny Kiss. Jde o první desku, kde kytarista Ace Frehley zpívá hlavní vokál a zároveň poslední deska nahraná kompletně v původní sestavě; alba Dynasty, Unmasked a Psycho Circus jsou sice pod touto sestavou také uváděna, ale ve skutečnosti je nahrávali různí hudebníci (např. Peter Criss byl roku 1978 nahrazen sezónním bubeníkem Antonem Figem).

## Seznam skladeb
| Základní verze | Základní verze       | Základní verze                              | Základní verze | Základní verze |
| Pořadí         | Název                | Autor                                       | Hlavní zpěvák  | Délka          |
| -------------- | -------------------- | ------------------------------------------- | -------------- | -------------- |
| 1.             | I Stole Your Love    | Paul Stanley                                | Stanley        | 3:04           |
| 2.             | Christine Sixteen    | Gene Simmons                                | Simmons        | 3:12           |
| 3.             | Got Love For Sale    | Simmons                                     | Simmons        | 3:28           |
| 4.             | Shock Me             | Ace Frehley                                 | Frehley        | 3:47           |
| 5.             | Tomorrow and Tonight | Stanley                                     | Stanley        | 3:38           |
| 6.             | Love Gun             | Stanley                                     | Stanley        | 3:16           |
| 7.             | Hooligan             | Peter Criss / Penridge                      | Criss          | 2:58           |
| 8.             | Almost Human         | Simmons                                     | Simmons        | 2:48           |
| 9.             | Plaster Caster       | Simmons                                     | Simmons        | 3:25           |
| 10.            | Then She Kissed Me   | Jeff Barry / Ellie Greenwich / Phil Spector | Stanley        | 3:01           |
| Celková délka: | Celková délka:       | Celková délka:                              | Celková délka: | 32:57          |

## Obsazení
- Paul Stanley - kytara, zpěv
- Gene Simmons - basová kytara, zpěv
- Ace Frehley - sólová kytara, zpěv
- Peter Criss - bicí, zpěv

## Umístění
| Hitparáda (1977)        | Umístění | Týdnů v hitparádě |
| ----------------------- | -------- | ----------------- |
| Australian Albums Chart | 13       |                   |
| Canadian Albums Chart   | 3        |                   |
| German Albums Chart     | 18       |                   |
| Swedish Albums Chart    | 6        |                   |
| Swiss Albums Chart      | 8        |                   |
| US Billboard Pop Albums | 4        | 25                |